# Эль-Плайон (Колумбия)
Эль-Плайон (исп. El Playón) — город и муниципалитет в северо-восточной части Колумбии, на территории департамента Сантандер. Входит в состав провинции Метрополитана.

## История
Поселение, из которого позднее вырос город, было основано в 1932 году. Муниципалитет Эль-Плайон был выделен в отдельную административную единицу в 1984 году.

## Географическое положение

Муниципалитет Эль-Плайон

Город расположен в северной части департамента, в предгорьях Восточной Кордильеры, на левом берегу реки Плайон, на расстоянии приблизительно 34 километров к северо-северо-западу (NNW) от города Букараманги, административного центра департамента. Абсолютная высота — 439 метров над уровнем моря.
Муниципалитет Эль-Плайон граничит на юге с территорией муниципалитета Рионегро, на юго-востоке — с муниципалитетом Матанса, на востоке — с муниципалитетом Сурата, на севере — с территорией департамента Северный Сантандер. Площадь муниципалитета составляет 467,6 км².

## Население
По данным Национального административного департамента статистики Колумбии, совокупная численность населения города и муниципалитета в 2015 году составляла 5140 человек.
Динамика численности населения муниципалитета по годам:
| 2005 | 2006 | 2007 | 2008 | 2009 | 2010 | 2011 | 2012 | 2013 | 2014 | 2015 |
| ---- | ---- | ---- | ---- | ---- | ---- | ---- | ---- | ---- | ---- | ---- |
| 5600 | 5529 | 5486 | 5430 | 5388 | 5342 | 5295 | 5253 | 5217 | 5179 | 5140 |

Согласно данным переписи 2005 года мужчины составляли 52,4 % от населения Эль-Плайона, женщины — соответственно 47,6 %. В расовом отношении белые и метисы составляли 99,5 % от населения города; негры, мулаты и райсальцы — 0,5 %.
Уровень грамотности среди всего населения составлял 82,1 %.

## Экономика
Основу экономики Эль-Плайона составляет сельское хозяйство.
48,9 % от общего числа городских и муниципальных предприятий составляют предприятия торговой сферы, 36,6 % — предприятия сферы обслуживания, 8,7 % — промышленные предприятия, 5,8 % — предприятия иных отраслей экономики.

## Транспорт
Через город проходит национальное шоссе № 45А (исп. Ruta Nacional 45А).